# 62 Tauri
62 Tauri är en blåvit stjärna i huvudserien i Oxens stjärnbild.
62 Tau har visuell magnitud +6,34 och befinner sig på ett avstånd av ungefär 910 ljusår.